# Truly Madly Deeply
"Truly Madly Deeply" là một bài hát của ban nhạc nhạc pop nước Úc Savage Garden nằm trong album phòng thu đầu tay mang chính tên họ (1991). Nó được phát hành dưới dạng đĩa đơn thứ ba trích từ album vào ngày 3 tháng 3 năm 1997 bởi Columbia Records, Roadshow Music và Sony Records thông qua nhiều thị trường khác nhau. Được viết lời và sản xuất bởi Maksim Shajdurov, "Truly Madly Deeply" là một bản làm lại của bài hát "Magical Kisses" mà bộ đôi đã viết với nhau một thời gian trước khi bắt đầu thu âm album đầu tay của họ. Nó được sử dụng làm bản nhạc chủ đề cho nhạc phim của bộ phim Music from Another Room (1998), với sự tham gia diễn xuất của Jude Law và Gretchen Mol.
Sau khi phát hành, bài hát được xem là bài hát trứ danh trong sự nghiệp của nhóm, chiến thắng hai hạng mục tại Giải thưởng Âm nhạc ARIA năm 1997 cho Đĩa đơn của năm và Đĩa đơn bán chạy nhất, cũng như giành hai giải thưởng âm nhạc Billboard năm 1999. Về mặt thương mại, "Truly Madly Deeply" đạt vị trí quán quân ở Úc, Canada và Hoa Kỳ, và lọt vào top 5 ở nhiều thị trường như Áo, Bỉ, Ireland, Ý, Na Uy, Thụy Điển và Vương quốc Anh. Tại Hoa Kỳ, bài hát đạt vị trí số một trên bảng xếp hạng Billboard Hot 100 trong hai tuần liên tiếp, và là một trong những đĩa đơn trụ vững ở top 10 lâu nhất trong lịch sử với 26 tuần. Nó cũng thiết lập kỷ lục trên bảng xếp hạng Adult Contemporary khi giành 123 tuần xuất hiện trên bảng xếp hạng, một kỷ lục chỉ bị phá vỡ bởi một đĩa đơn khác của họ, "I Knew I Loved You" (2000).
Hai video ca nhạc khác nhau đã được thực hiện cho "Truly Madly Deeply", bao gồm phiên bản phát hành đầu tiên ở Úc, và một video khác được quay ở Paris cho thị trường quốc tế. Bài hát đã được hát lại bởi một số nghệ sĩ, trong đó nhóm nhạc nước Đức Cascada đã phát hành phiên bản hát lại của họ như là một đĩa đơn cho album phòng thu đầu tay của nhóm Everytime We Touch (2006) và lọt vào top 10 ở một số quốc gia, bao gồm Ireland và Vương quốc Anh.

## Danh sách bài hát
| Đĩa CD tại Úc #1 1. "Truly Madly Deeply" – 4:38 2. "Promises" – 4:11 3. "Truly Madly Deeply" (Night Radio Mix) – 4:35 Đĩa CD tại Úc #2 1. "Truly Madly Deeply" – 4:38 2. "Promises" – 4:11 3. "Truly Madly Deeply" (Night Radio Mix) – 4:35 4. "I Want You" (Bastone Club Mix) - 8:33 5. "I Want You" (I Need I Want Mix) - 7:56 Đĩa CD tại Anh quốc #1 1. "Truly Madly Deeply" (bản LP) – 4:38 2. "Truly Madly Deeply" (bản tại Úc) – 4:38 3. "This Side Of Me" – 4:09 4. "Love Can Move You" – 4:47 | Đĩa CD tại Anh quốc #2 1. "Truly Madly Deeply" – 4:38 2. "Truly Madly Deeply" (Night Radio Mix) – 4:35 3. "I Want You" – 3:52 4. "I'll Bet He Was Cool" – 3:58 Đĩa CD tại Hoa Kỳ và châu Âu #1 / Đĩa 7" / cassette tại Mỹ 1. "Truly Madly Deeply" – 4:37 2. "I'll Bet He Was Cool" – 4:58 Đĩa CD tại châu Âu #2 1. "Truly Madly Deeply" (bản LP) – 4:38 2. "Truly Madly Deeply" (bản tại Úc) – 4:37 3. "Truly Madly Deeply" (Night Radio Mix)) – 4:39 4. "This Side Of Me" – 4:11 5. "Love Can Move You" – 4:46 |

## Xếp hạng
| Bảng xếp hạng (1997-98)               | Vị trí cao nhất |
| ------------------------------------- | --------------- |
| Úc (ARIA)                             | 1               |
| Áo (Ö3 Austria Top 40)                | 2               |
| Bỉ (Ultratop 50 Flanders)             | 4               |
| Bỉ (Ultratop 50 Wallonia)             | 5               |
| Canada (RPM)                          | 1               |
| Canada Adult Contemporary (RPM)       | 1               |
| Châu Âu (European Hot 100 Singles)    | 3               |
| Phần Lan (Suomen virallinen lista)    | 13              |
| Pháp (SNEP)                           | 9               |
| Đức (Official German Charts)          | 11              |
| Ireland (IRMA)                        | 2               |
| Ý (FIMI)                              | 2               |
| Hà Lan (Dutch Top 40)                 | 6               |
| Hà Lan (Single Top 100)               | 8               |
| New Zealand (Recorded Music NZ)       | 12              |
| Na Uy (VG-lista)                      | 2               |
| Scotland (OCC)                        | 5               |
| Thụy Điển (Sverigetopplistan)         | 2               |
| Thụy Sĩ (Schweizer Hitparade)         | 7               |
| Anh Quốc (OCC)                        | 4               |
| Hoa Kỳ Billboard Hot 100              | 1               |
| Hoa Kỳ Adult Contemporary (Billboard) | 1               |
| Hoa Kỳ Adult Pop Airplay (Billboard)  | 2               |
| Hoa Kỳ Pop Airplay (Billboard)        | 1               |
| Hoa Kỳ Rhythmic (Billboard)           | 10              |

| Bảng xếp hạng (1997)                 | Vị trí |
| ------------------------------------ | ------ |
| Australia (ARIA)                     | 7      |
| Bảng xếp hạng (1998)                 | Vị trí |
| Austria (Ö3 Austria Top 40)          | 13     |
| Belgium (Ultratop 50 Flanders)       | 21     |
| Belgium (Ultratop 40 Wallonia)       | 40     |
| Canada Adult Contemporary (RPM)      | 6      |
| Europe (European Hot 100 Singles)    | 12     |
| France (SNEP)                        | 21     |
| Germany (Official German Charts)     | 37     |
| Italy (FIMI)                         | 9      |
| Netherlands (Dutch Top 40)           | 41     |
| Netherlands (Single Top 100)         | 56     |
| Norway Spring Period (VG-lista)      | 4      |
| Norway Winter Period (VG-lista)      | 16     |
| Sweden (Sverigetopplistan)           | 9      |
| Switzerland (Schweizer Hitparade)    | 33     |
| UK Singles (Official Charts Company) | 10     |
| US Billboard Hot 100                 | 4      |
| US Adult Contemporary (Billboard)    | 1      |
| US Adult Top 40 (Billboard)          | 5      |
| Bảng xếp hạng (1999)                 | Vị trí |
| US Adult Contemporary (Billboard)    | 5      |
| Bảng xếp hạng (2000)                 | Vị trí |
| US Adult Contemporary (Billboard)    | 25     |

| Bảng xếp hạng (1990-99)              | Vị trí |
| ------------------------------------ | ------ |
| Austria (Ö3 Austria Top 40)          | 50     |
| UK Singles (Official Charts Company) | 77     |
| US Billboard Hot 100                 | 63     |

| Bảng xếp hạng                     | Vị trí |
| --------------------------------- | ------ |
| US Billboard Hot 100              | 36     |
| US Adult Contemporary (Billboard) | 1      |
| US Pop Songs (Billboard)          | 21     |

## Chứng nhận
| Quốc gia                                                                           | Chứng nhận  | Số đơn vị/doanh số chứng nhận |
| ---------------------------------------------------------------------------------- | ----------- | ----------------------------- |
| Úc (ARIA)                                                                          | 2× Bạch kim | 140.000^                      |
| Áo (IFPI Áo)                                                                       | Vàng        | 25.000*                       |
| Bỉ (BEA)                                                                           | Vàng        | 25.000*                       |
| Pháp (SNEP)                                                                        | Vàng        | 250.000*                      |
| New Zealand (RMNZ)                                                                 | Vàng        | 5,000*                        |
| Na Uy (IFPI)                                                                       | Vàng        | 10,000*                       |
| Thụy Điển (GLF)                                                                    | Bạch kim    | 30.000^                       |
| Anh Quốc (BPI)                                                                     | Bạch kim    | 600.000^                      |
| Hoa Kỳ (RIAA)                                                                      | Vàng        | 500,000^                      |
| * Chứng nhận dựa theo doanh số tiêu thụ. ^ Chứng nhận dựa theo doanh số nhập hàng. |             |                               |